# Chinchipe (canton)
Chinchipe est un canton d'Équateur situé dans la province de Zamora-Chinchipe.